# Fitionești (gmina)
Fitionești – gmina w Rumunii, w okręgu Vrancea. Obejmuje miejscowości Ciolănești, Fitionești, Ghimicești, Holbănești i Mănăstioara. W 2011 roku liczyła 2286 mieszkańców.